# Toyota Crown Crossover
Der Toyota Crown Crossover ist ein Fahrzeug der oberen Mittelklasse des japanischen Herstellers Toyota unter der Submarke Crown.

## Modellgeschichte
Im Juli 2022 wurde der Crown Crossover offiziell vorgestellt. In Japan kam er im Oktober 2022 in den Handel. Der US-amerikanische Markt folgte im darauffolgenden Monat. Hier wird auf den Namenszusatz „Crossover“ verzichtet, da die normale Crown-Limousine nur in Asien angeboten wird. Das Fahrzeug ist eine Crossover-Limousine mit erhöhter Bodenfreiheit. Antriebsseitig stehen zwei Otto-Hybride zur Wahl.
Die Crown-Reihe wird auf rund vierzig Märkten weltweit zur Submarke ausgebaut. Die Modelle nutzen Toyotas TNGA-K-Plattform. Dazu wurden im April 2023 drei weitere Karosserievarianten präsentiert, das SUV Crown Sport kam davon als erstes im Oktober 2023 in den Handel.

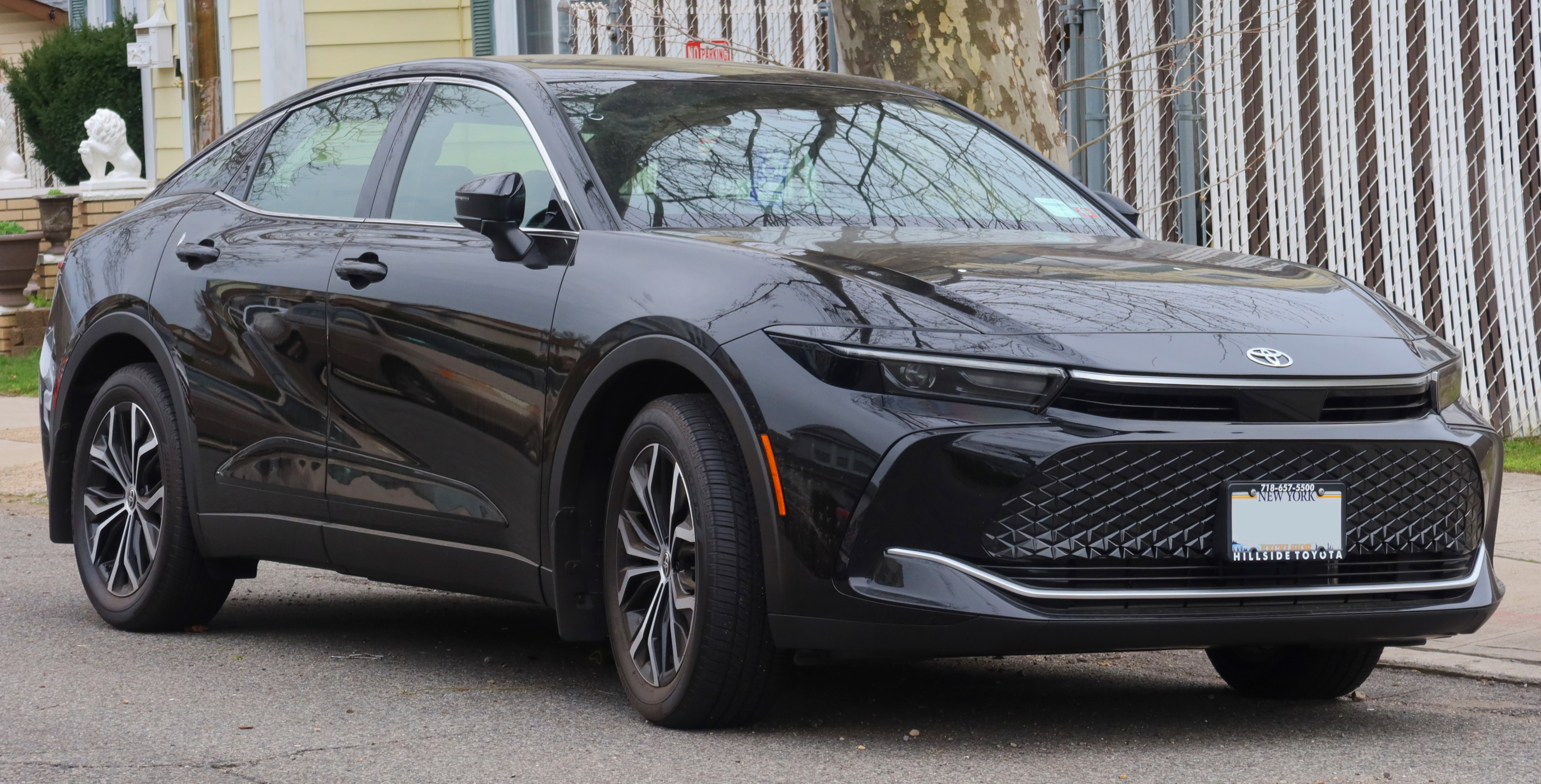
Toyota Crown (seit 2022)
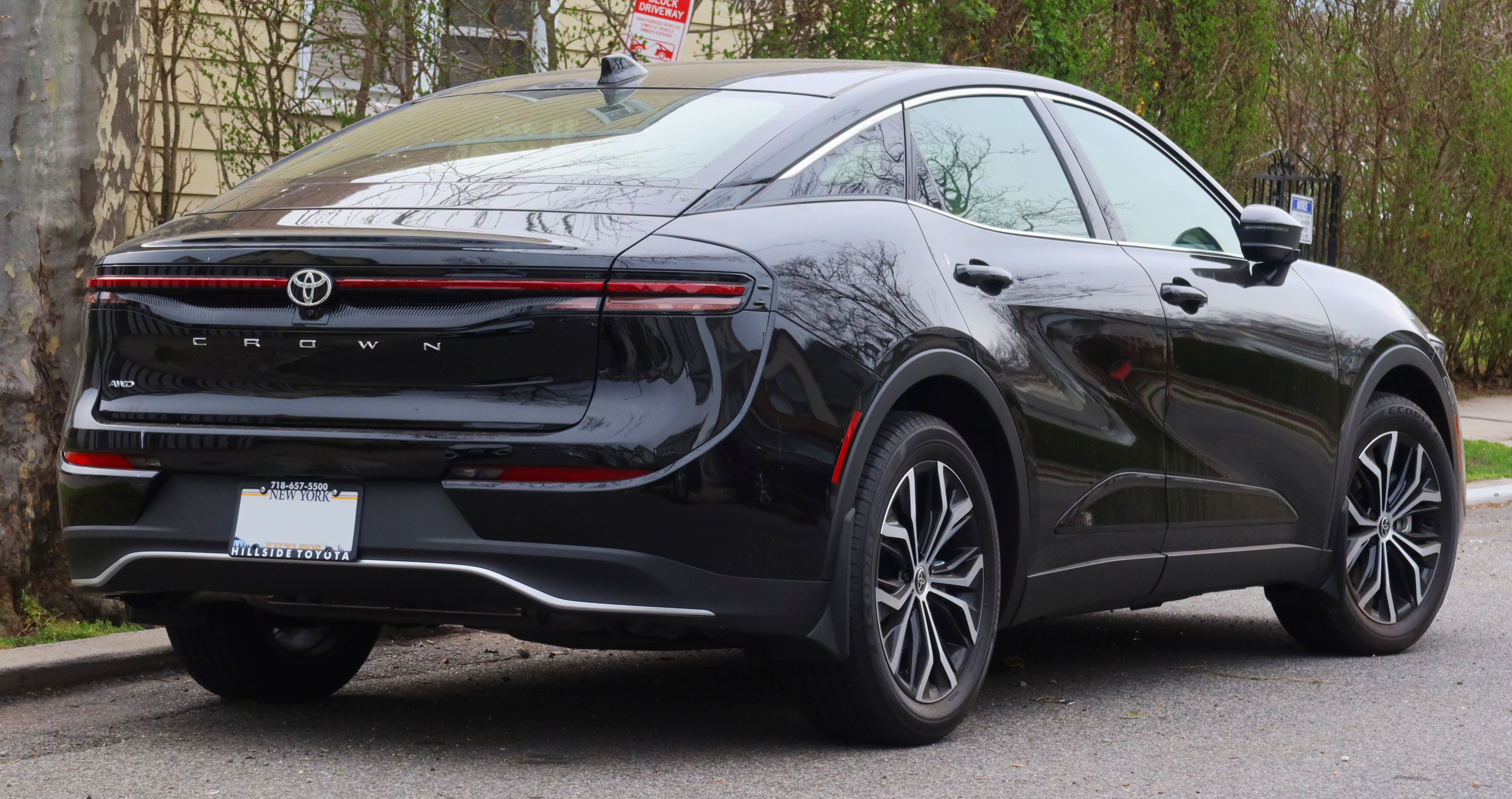
Heckansicht
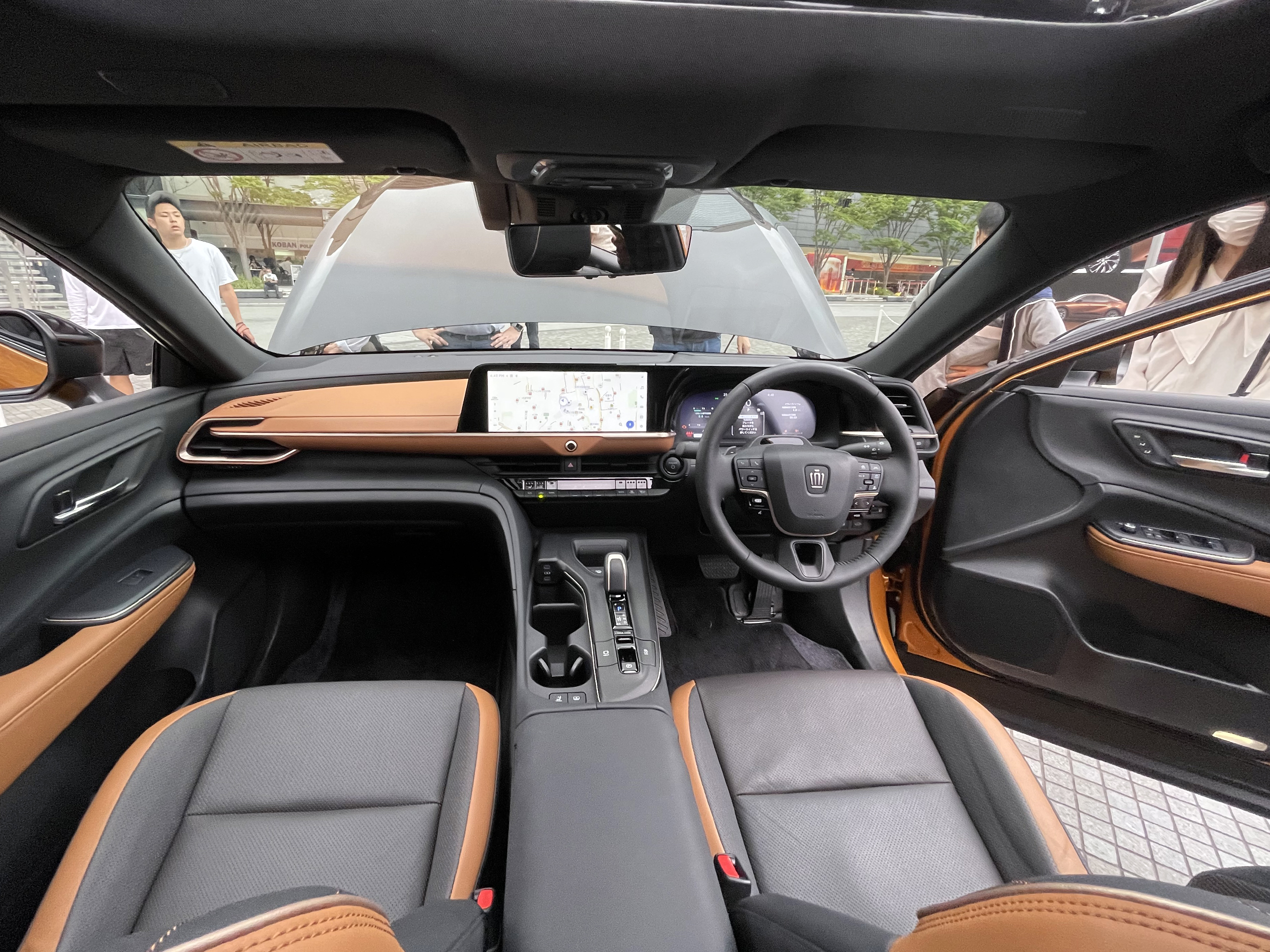
Innenansicht

## Technik
Das Fahrwerk hat vorn MacPherson-Federbeine und hinten eine Mehrlenkerachse. Im Stau fährt der Crown autonom, außerdem kann er selbständig ein- und ausparken. Die 2,4-Liter-Turbo-Version hat hinten eine wassergekühlte und stärkere E-Maschine. Im Innenraum werden 12,3-Zoll-Bildschirme eingesetzt; der mittlere ist ein Touchscreen. Eine Ladeschale für Smartphones und USB-Anschlüsse sind auch vorhanden.

### Technische Daten
|                                             | 2.4 Hybrid                      | 2.5 Hybrid                      |
| Bauzeitraum                                 | seit 10/2022                    | seit 10/2022                    |
| Motorkenndaten                              |                                 |                                 |
| Motortyp                                    | R4-Ottomotor + 2 Elektromotoren | R4-Ottomotor + 2 Elektromotoren |
| Motoraufladung                              | Turbolader                      | —                               |
| Verdichtungsverhältnis                      | 11 : 1                          | 14 : 1                          |
| Hubraum                                     | 2393 cm³                        | 2487 cm³                        |
| max. Leistung Ottomotor                     | 200 kW (272 PS) bei 6000/min    | 137 kW (186 PS) bei 6000/min    |
| max. Elektroleistung Vorderachse            | 61 kW (83 PS)                   | 88 kW (120 PS)                  |
| max. Elektroleistung Hinterachse            | 59 kW (80 PS)                   | 40 kW (54 PS)                   |
| max. Systemleistung                         | 254 kW (345 PS)                 | 183 kW (249 PS)                 |
| max. Drehmoment Ottomotor                   | 460 Nm bei 2000–3000/min        | 221 Nm bei 3600–5200/min        |
| max. Drehmoment Elektromotor Vorderachse    | 292 Nm                          | 202 Nm                          |
| max. Drehmoment Elektromotor Hinterachse    | 169 Nm                          | 121 Nm                          |
| Kraftübertragung                            |                                 |                                 |
| Antrieb                                     | Allradantrieb                   | Allradantrieb                   |
| Getriebe                                    | 6-Stufen-Automatikgetriebe      | Stufenloses Getriebe            |
| Messwerte                                   |                                 |                                 |
| Höchstgeschwindigkeit                       | 200 km/h                        | 180 km/h                        |
| Beschleunigung, 0–100 km/h                  | 5,9 s                           | 8,3 s                           |
| Kraftstoffverbrauch auf 100 km (kombiniert) | 7,8 l Super                     | 5,7 l Super                     |
| Tankinhalt                                  | 55 l                            | 55 l                            |